# 齐亚诺迪菲耶梅
齐亚诺迪菲耶梅（義大利語：Ziano di Fiemme），是意大利特伦托自治省的一个市镇。总面积35平方公里，人口1648人，人口密度47.1人/平方公里（2009年）。ISTAT代码为022226。